# Xenoturbella bocki
Espèce
Synonymes
- Xenoturbella westbladi Israelsson, 1999

Xenoturbella bocki est une espèce de xenoturbellides, des animaux marins vermiformes.

## Distribution
Cette espèce se rencontre entre 50 et 200 m de profondeur dans le Skagerrak et le Cattégat. Sa présence est incertaine en mer du Nord.

## Description
Xenoturbella bocki mesure de 12 à 40 mm.

## Étymologie
Cette espèce est nommée en l'honneur de Sixten Bock.

## Publication originale
- Westblad, 1949 : Xenoturbella bocki n.g., n.sp., a peculiar, primitive turbellarian type. Arkiv för Zoologi, vol. 1, p. 3-29.